# Carl Raimund Lorenz

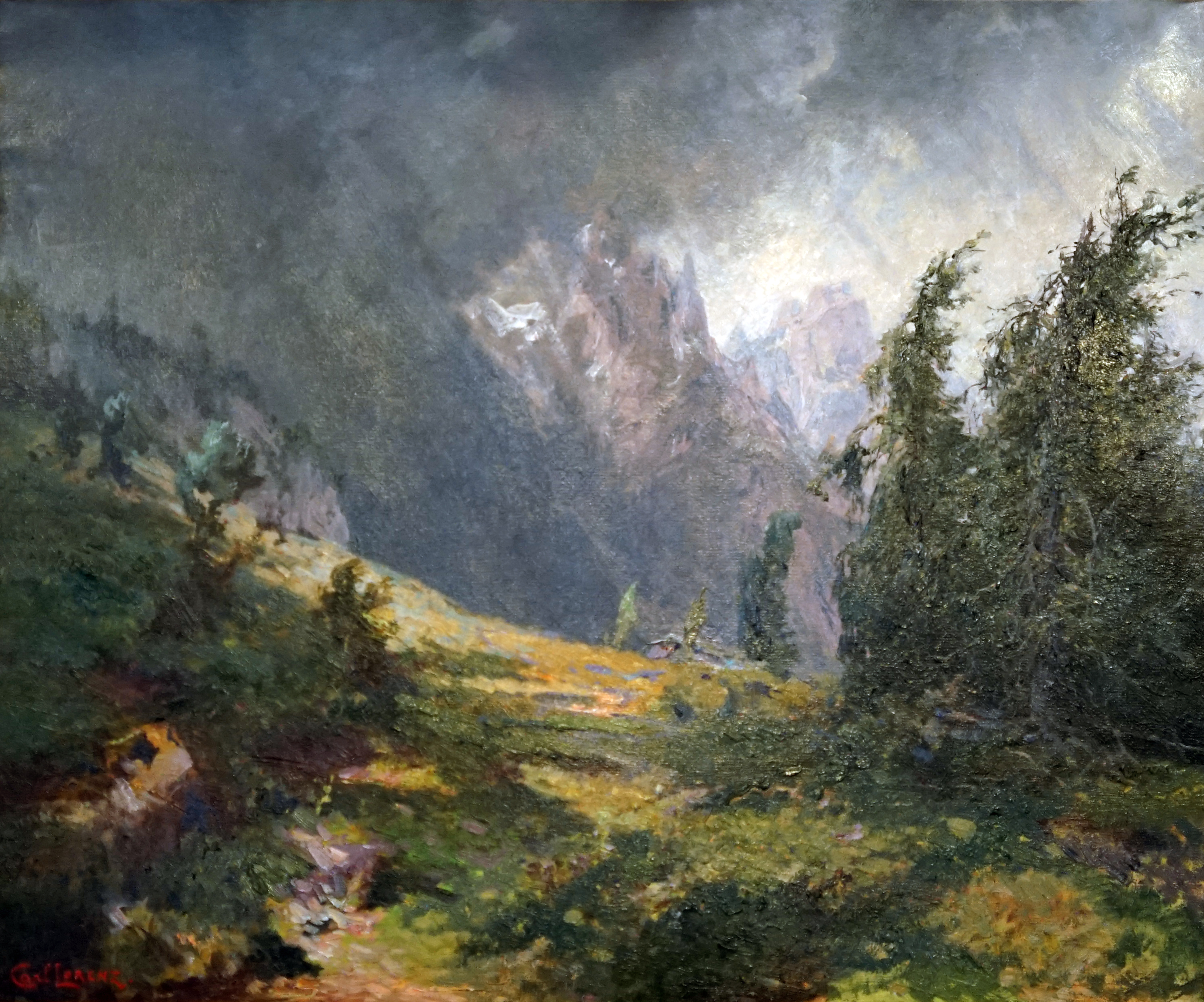
Unwetter in den Alpen von Carl Raimund Lorenz

Carl Raimund Lorenz (* 5. Dezember 1871 in Wien; † 1945 ebenda) war ein österreichischer Maler, der vor allem für seine Landschaftsbilder bekannt wurde. Nach seiner Ausbildung zum Theatermaler bei Johann Kautsky widmete er sich ab 1900 der Landschaftsmalerei mit Schwerpunkt Alpen und dem Wienerwald. Lorenz war Mitglied im Dürerbund.
Seine Werke befinden sich unter anderem in der österreichischen Galerie Belvedere.